# Karnity
Karnity est un village polonais de la voïvodie de Varmie-Mazurie, dans le powiat d'Ostróda.

## Histoire
De 1818 à 1945, Groß Karnitten fait partie de l'arrondissement de Mohrungen (de) dans le district de Königsberg de la province de Prusse-Orientale.